# Congregazione per la residenza dei vescovi
La Congregazione per la residenza dei vescovi (in latino Congregatio super residentia episcoporum) era un organismo della Curia romana, oggi soppresso.

## Storia
La Congregazione per la residenza dei vescovi venne istituita ufficialmente il 12 dicembre 1634 dal pontefice Urbano VIII con la costituzione apostolica Sancta synodus Tridentina, con lo scopo di attuare quanto da tempo era stato prescritto dal concilio di Trento il quale obbligava i vescovi titolari di una sede ecclesiastica a risiedere in essa e non a Roma presso la corte pontificia o presso altre città o corti europee. Fino al 1634, questi compiti erano a carico della Congregazione del concilio.
Tuttavia, malgrado l'imposizione del concilio tridentino, da tempo il fenomeno continuava a perdurare e pertanto Urbano VIII con la bolla Sancta Synodus decise di istituire una congregazione apposita per vigilare su questo fenomeno. All'istituzione di questa congregazione, alcuni cardinali che erano anche arcivescovi o vescovi di città chiesero al pontefice come fosse possibile mantenere la residenza presso le loro sedi episcopali se il loro status cardinalizio ne imponeva la residenza al cospetto del pontefice per coadiuvarne il lavoro. A tal proposito, Urbano VIII prescrisse che la dignità episcopale prevaleva su quella cardinalizia e che quindi tutti i cardinali titolari anche di sedi episcopali dovessero risiedere presso queste ultime e non presso la corte pontificia.
I cardinali erano esentati dalla residenza nelle loro sedi episcopali solo in occasione del conclave ove la loro presenza era richiesta per eleggere il nuovo pontefice a Roma. Urbano VIII prese poi nuovi provvedimenti in merito ad alcune necessità specifiche garantendo ad ogni cardinale un periodo di assenza dalla propria diocesi non superiore ai tre mesi continui per necessità debitamente autorizzate, mentre con la bolla Ad limina Apostolorum concesse un periodo di quattro mesi ai vescovi cismontani e sette a quelli oltrealpini.
Nel corso del XVII secolo la Congregazione non fu molto attiva. Per questo, papa Benedetto XIV cercò di riattivarla con la costituzione Ad universae christianae reipublicae del 3 settembre 1746. Inoltre il pontefice stabilì che a capo della congregazione fosse posto il cardinale vicario di Roma per ravvivare le funzioni della congregazione, stabilendo inoltre che il segretario di questa congregazione fosse sempre il segretario della congregazione del concilio.
La Congregazione per la residenza dei vescovi fu abolita da papa Pio X con la Sapienti consilio del 29 giugno 1908 e le sue competenze affidate alla Congregazione Concistoriale.

## Cronotassi dei prefetti
- Antonio Barberini, O.F.M.Cap. (28 marzo 1635 - 11 settembre 1646 deceduto)
- Marzio Ginetti (11 settembre 1646 - 1º marzo 1671 deceduto)
- Francesco Maria Brancaccio (1º marzo 1671 - 9 gennaio 1675 deceduto)
  - Vacante (1675-1708)
- Gaspare Carpegna (1º gennaio 1708 - 6 aprile 1714 deceduto)
  - Vacante (1714-1734)
- Curzio Origo (1º gennaio 1734 - 18 marzo 1737 deceduto)
- Giovanni Antonio Guadagni, O.C.D. (18 marzo 1737 - 15 gennaio 1759 deceduto)
- Antonio Maria Erba Odescalchi (1759 - 28 marzo 1762 deceduto)
- Marcantonio Colonna (19 aprile 1762 - 4 dicembre 1793 deceduto)
- Andrea Corsini (1793 - 18 gennaio 1795 deceduto)
- Giulio Anguillara Capece Cavazza della Somaglia (1795 - 1818 dimesso)
- Antonio Despuig y Dameto, Pro-Vicario (1810-1813)
- Lorenzo Litta Visconti Arese (18 settembre 1818 – 1º maggio 1820 deceduto)
- Annibale della Genga (12 maggio 1820 - 28 settembre 1823 eletto papa)
  - Giuseppe Della Porta Rodiani (23 settembre 1823 - 2 gennaio 1824 dimesso) (pro-vicario)
- Placido Zurla, O.S.B. Cam. (7 gennaio 1824 - 19 ottobre 1834 deceduto)
- Carlo Odescalchi (21 novembre 1834 - 21 novembre 1838 dimesso)
- Giuseppe Della Porta Rodiani (30 novembre 1838 - 18 dicembre 1841 deceduto)
- Costantino Patrizi Naro (22 dicembre 1841 - 20 aprile 1849 nominato cardinale vescovo di Albano)
  - Giuseppe Angelini (21 dicembre 1868 - 8 gennaio 1876 deceduto) (pro-vicario)
- Raffaele Monaco La Valletta (21 dicembre 1876 - 27 febbraio 1880 nominato camerlengo del Collegio cardinalizio)
- Lucido Maria Parocchi (16 febbraio 1884 - 1899 dimesso)
- Domenico Maria Jacobini (14 dicembre 1899 - 1º febbraio 1900 deceduto)
- Pietro Respighi (9 aprile 1900 - 29 giugno 1908 dimesso)

## Cronotassi dei segretari
- Francesco Carrara (1º aprile 1775 - 14 febbraio 1785 creato cardinale)

## Fonti
- (LA)  Costituzione apostolica Sancta synodus Tridentina, in Bullarum diplomatum et privilegiorum sanctorum Romanorum Pontificum Taurinensis editio, tomo XIV, Torino 1868, pp. 457-462
- Gaetano Moroni, Congregazione della Residenza de' Vescovi, Dizionario di erudizione storico-ecclesiastica, vol. XVI, Venezia 1842, p. 260-264
- (FR) Philippe Boutry, Souverain et Pontife: recherches prosopographiques sur la Curie romaine à l'âge de la Restauration (1814-1846), Roma, École française de Rome, 2002,  pp. 41-46, ISBN 978-2728306664.